# Maud Lewis

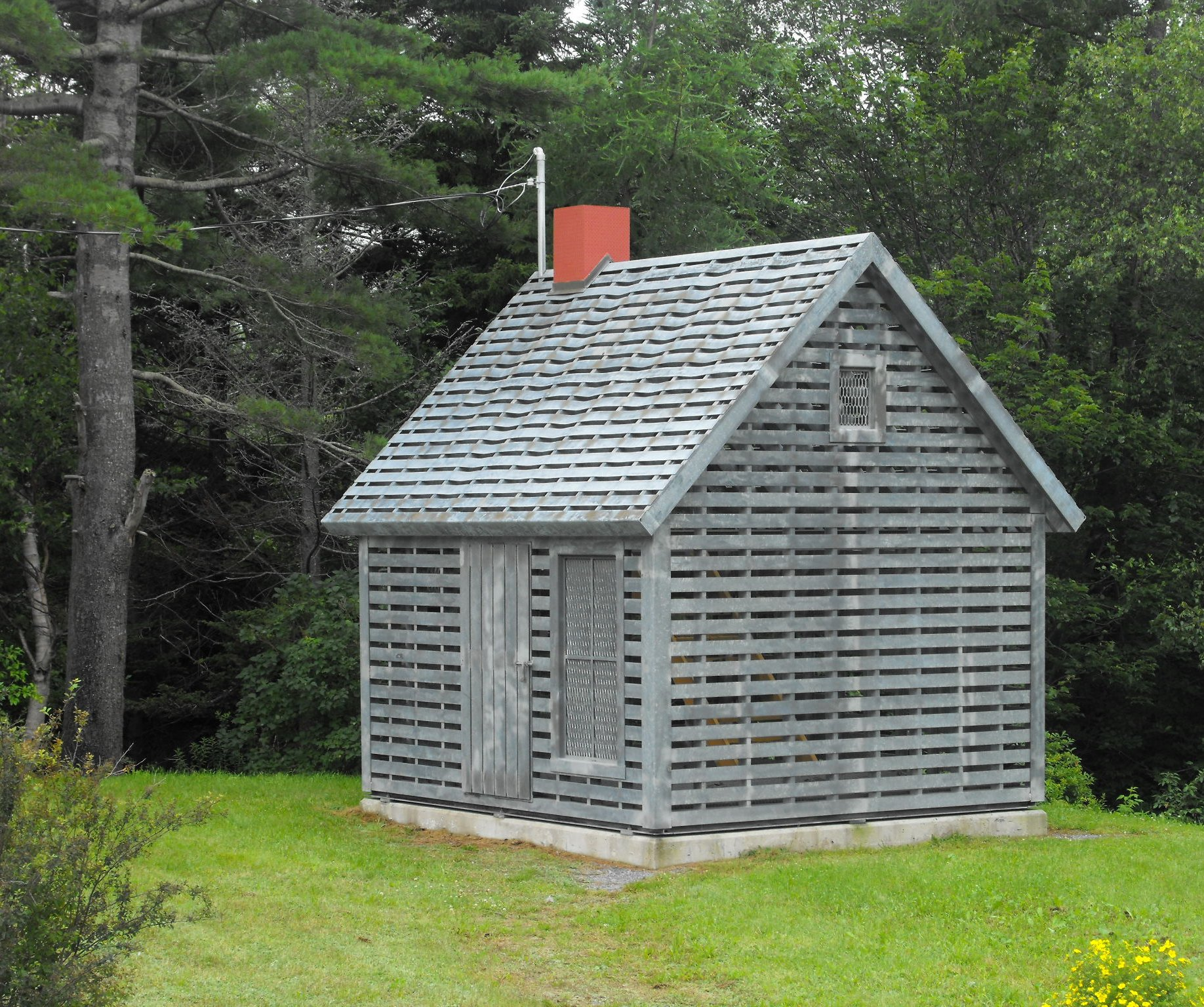
Construcción en acero conmemorativa basada en la casa de Maud Lewis, en Marshalltown, Condado de Digby, Nueva Escocia.

Maud Lewis, de nacimiento Maud Dowley (South Ohio, 7 de marzo de 1903 – Digby, 30 de julio de 1970), fue una pintora canadiense de arte folclórico de la provincia de Nueva Escocia. Es considerada una de las artistas folclóricas más conocidas de Canadá.

## Biografía
Maud Lewis nació el 7 de marzo de 1903 en Ohio del Sur, provincia de Nueva Escocia, hija de John Dowley y Agnes Germain.
Sufrió artritis reumatoide desde su juventud. En 1935, murió su padre y dos años después, en 1937, falleció su madre. Como era habitual en la época, su hermano heredó la vivienda familiar. Luego de vivir un tiempo con él, se trasladó a Digby para vivir con su tía. Maud se introdujo en el mundo del arte por influencia de su madre, quien le había enseñado a utilizar la pintura de acuarela para preparar tarjetas de Navidad. Comenzó su carrera artística vendiendo tarjetas de Navidad pintadas.

### Matrimonio
Maud contrajo matrimonio con Everett Lewis, un vendedor de pescado de Marshalltown, el 16 de enero de 1938 a los 34 años. Según relato de Everett, Maud apareció en la puerta de su casa en respuesta a un anuncio que él había colgado en las tiendas de la localidad en busca de una mujer de la limpieza con residencia incluida para un hombre de cuarenta años. Unas semanas más tarde, contrajeron matrimonio. Vivieron la mayoría de su vida en la pequeña casa de una sola habitación que Everett tenía en Marshalltown, a pocos  kilómetros al oeste de Digby. Esta casa le serviría también a lo largo de su vida a Maud como estudio de trabajo. Posteriormente, dicha casa fue trasladada a la Galería de Arte de Nueva Escocia, donde actualmente se conserva. Maud Lewis solía acompañar a su marido en las rondas diarias de venta de pescado, en las que ella ofrecía las tarjetas de Navidad que dibujaba y que vendía a veinticinco centavos cada una. Después del éxito obtenido con las tarjetas entre los clientes de su marido, comenzó a pintar en otras superficies, como tablas o masonita. Lewis fue una artista muy prolífica que pintó en casi todas las superficies disponible de su pequeña casa: paredes, puertas, ventanas e incluso la estufa. Cubrió completamente el papel pintado de las paredes de su casa con tallos, hojas y flores. Everett animó a Maud a pintar y le compró su primer conjunto de óleos.
En el último año de su vida, Maud permaneció en su hogar pintando tanto como podía, con continuos ingresos en el hospital. Murió en Digby el 30 de julio de 1970 como consecuencia de una neumonía. Su marido murió en 1979, asesinado por un ladrón durante un intento de robo en su casa.

## Actividad artística
Las primeras pinturas de Maud Lewis de la década de 1940 son bastante extrañas. Algunos de los pocos trabajos que se conservan fueron realizados para unos norteamericanos que tenían una casa de campo en South Shore, Nueva Escocia.
Entre 1945 y 1950, los viajeros y turistas comenzaron a detenerse en la casa de Lewis en Marshalltown, cercana a la carretera nacional 1, que era la ruta principal y la más turística del oeste de Nueva Escocia, para comprar sus pinturas por dos o tres dólares. Solo en los últimos tres o cuatro años de su vida, comenzaron a vender los cuadros por entre siete y diez dólares. 
Logró la atención nacional, en 1964, por un artículo publicado en la revista de Toronto Star Weekly y en 1965, apareció en un programa de éxito en televisión de la CBC Television. En la década de los setenta, durante la presidencia de Richard Nixon, la oficina de la Casa Blanca adquirió dos de sus pinturas por más de $16,000. Desafortunadamente, su artritis le impidió cumplir muchas de los encargos que recibió en los últimos años de su vida. A inicios del siglo XXI, sus pinturas han comenzado a venderse en subastas por precios cada vez mayores. El valor más alto alcanzado en subasta hasta ahora ha sido de $22.200 para el lote 196 titulado "A Family Outing" (Una salida familiar), vendido en una subasta de Bonham en Toronto, el 30 de noviembre de 2009. Otra pintura, "A View of Sandy Cove", se vendió en 2012 por $20.400 y una pintura encontrada en 2016, en una tienda de segunda mano de Ontario, denominada "Portrait of Eddie Barnes and Ed Murphy, Lobster Fishermen" (Retrato de Eddie Barnes y Ed Murphy, pescadores de langostas), se adjudicó, en 2017, en subasta por $45.000.

### Estilo
Maud Lewis empleaba colores brillantes en sus pinturas y los dibujos a menudo eran flores, cuadrillas de bueyes, caballos, pájaros, ciervos o gatos. Muchos de sus cuadros son escenas al aire libre, como barcos navegando, caballos tirando trineos, patinadores en el hielo o retratos de animales. Sus pinturas se inspiraban en sus recuerdos infantiles de los paisajes y la gente de Yarmouth, Ohio de Sur y lugares de Digby como Point Prim y Bayview. 
La mayoría de sus cuadros son de dimensiones bastante reducidas, normalmente no más de 20 por 25 centímetros, aunque se sabe que realizó al menos cinco que medían más de 60 centímetros. El tamaño en general estaba limitado por la extensión que podía realizar de su brazos. Utilizaba principalmente tableros de pared y tubos de Tinsol, hechos a base de aceite. La técnica de Lewis consistió en primero recubrir el tablero de blanco, luego dibujar un contorno y posteriormente aplicar pintura directamente. Nunca mezcló o combinó colores.

## Películas y libros
En 2016, la vida de Maudie fue adaptada al cine en la película Maudie, el color de la vida (en inglés Maudie) estrenada en Canadá en el Festival Internacional de Cine de Toronto realizado ese año. La película estuvo protagonizada por Sally Hawkins como Maud y Ethan Hawke como Everett Lewis. El guion fue escrito por Sherry White y fue dirigida por Aisling Walsh. El rodaje no se llevó a cabo en los lugares de Nueva Escocia donde vivió Maude, por la eliminación de programas de crédito cinematográfico por el gobierno de la provincia. Los escenarios naturales de gran belleza alternativos se encontraron en la localidad de Keels y en la bahía de Trinity, en la Isla de Terranova.
En 1996, el escritor Lance Woolaver publicó un primer libro sobre la vida y la obra de Maud, titulado The Illuminated Life of Maud Lewis donde Lewis es también la protagonista de tres documentales de la National Film Board of Canada, Maud Lewis - a world without shadows (1976), The illuminated life of Maud Lewis (1998) y I can make art...like Maud Lewis (2005), un cortometraje en el que un grupo de estudiantes de sexto grado se inspiran en el trabajo de Lewis para crear sus propias pinturas de arte folclórico.

## La casa de Maud Lewis
Después de la muerte de Maudie y su marido, la vivienda decorada enteramente con pinturas de Lewis, comenzó a deteriorarse. Un grupo de ciudadanos de la zona de Digby fundaron la Lewis Painted House Society, con el único objetivo de salvar el inmueble. En 1984, la casa fue vendida al Gobierno de la provincia Nueva Escocia y entregada al cuidado de la Galería de arte de Nueva Escocia (AGNS) en Halifax. El AGNS la restauró y la instaló en la galería como parte de su exposición permanente sobre Maud Lewis.
En el mismo lugar donde se emplazaba su casa en Marshalltown, se erigió una construcción en acero conmemorativa basada en su cabaña y con las mismas dimensiones. Fue diseñada por el arquitecto Brian MacKay-Lyons. En 1999, un pescador jubilado llamado  Murray Ross, también construyó una réplica de la Casa Maud Lewis, incluido todo su  interior completo que fue colocada a unos pocos kilómetros al norte de Marshalltown en el camino hacia Digby Neck en Seabrook.